# Егинсу (река)
Егинсу — река в Урджарском районе Абайской области Казахстана. Общая длина реки — 106 км.

## География
Егинсу — правый приток реки Урджар, берёт начало на южных склонах хребта Тарбагатай (горы Сагизбай). Течёт на юго-восток между Сегизбаем и хребтом Кызылбельдеу, затем выходит на равнину. В среднем течении от реки отделяются арыки Бурган и Тасарык. На выходе из гор, в своём среднем течении, в 58 км от устья река зарегулирована Егинсуским водохранилищем. Впадает в Урджар на высоте 372,1 метра над уровнем моря.
Притоки: Теректы (л), Жанабек (л).
Протекает через населённые пункты Сегизбай (свх. Тасбулак), Жана тилек (Южный), Тасарык, Жогаргы Егинсу (Первое мая), Егинсу.

## Название
Название реки возводится к казахскому Егінсу 'река с пашней'.

## Водный режим

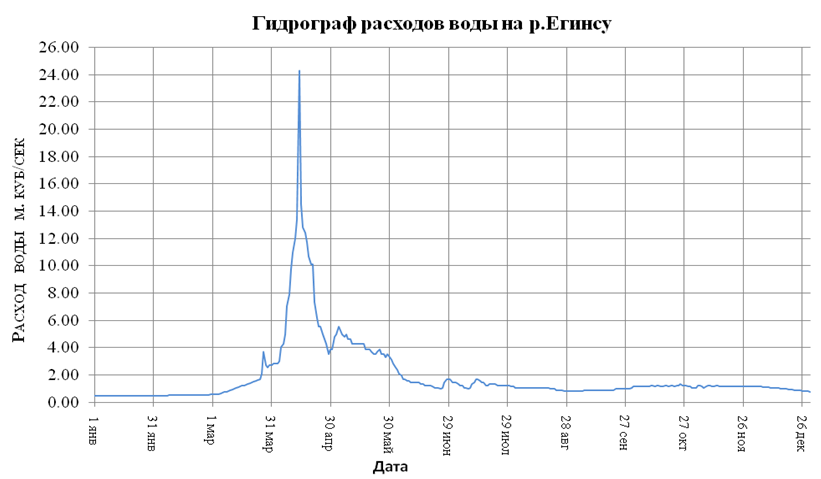
Гидрограф расходов воды

Река Егинсу является постоянно действующим в течение года водоисточником. По характеру водного режима бассейн реки Егинсу относится к рекам с весенне-летним половодьем формирующим сток в нескольких высотных поясах. Основной фазой водного режима является половодье. Распределение стока внутри года неравномерно, объём весеннего паводка составляет 60-70 % всего годового стока, образованного таянием снега. Прохождение наибольших расходов отмечается в конце второй декады апреля. Подъём весеннего половодья обычно идёт быстро, а спад половодья происходит значительно медленнее подъёма.
Весной с наступлением оттепели начинается таяние снега, которое в апреле достигает наибольшей интенсивности, что в свою очередь приводит к интенсивному смыву продуктов выветривания талыми водами с поверхности водосборов. Кроме того, увеличение расходов воды вызывает усиление русловой эрозии.